# Mocònesi
Mocònesi (ligur nyelven Mocònexi vagy Mecònexi) település Olaszországban, Liguria régióban, Genova megyében. Lakosainak száma 2428 fő (2023. január 1.). Mocònesi Favale di Malvaro, Lorsica, Neirone, Torriglia, Tribogna, Cicagna és Montebruno községekkel határos.

## Népesség
A település lakossága az elmúlt években az alábbi módon változott:
| Lakosok száma | 2586 | 2534 | 2428 |
|               | 2017 | 2018 | 2023 |